# لورانس جاي فلمنج
لورانس جاي فلمنج (بالإنجليزية: Lawrence J. Fleming)‏ هو ضابط أمريكي، ولد في 12 ديسمبر 1922 في غرين باي في الولايات المتحدة، وتوفي في 2 سبتمبر 2006.